# Авалски торањ
Авалски торањ је телекомуникациони и туристички торањ на планини Авали, поред Београда, који се налази у надлежности ЈП Емисионе технике и везе.
Првобитно пуштен у рад 1965, срушен је 29. априла 1999. године, у НАТО бомбардовању СР Југославије. Након обнове у трајању од три године, Авалски торањ је отворен 21. априла 2010. године, у присуству државног врха Републике Србије.

## Историјат
Авалски торањ био је пројектован од 1959 до 1960. године, а изведен од 1961. до 1964. године, а потом пуштен у рад 1965. године. Био је висок 202,87 метара. Један од најлепших ТВ предајника у Европи и свету прорадио је, после петогодишње изградње. Ремек-дело архитектуре, једини торањ на свету који је за пресек имао једнакостранични троугао који је симболисао српски троножац за седење, пројектовали су архитекти Угљеша Богуновић и Слободан Јањић, као и конструктор, академик Милан Крстић. Изградња торња била је поверена грађевинском предузећу „Рад“ из Београда.
Стотинак грађевинара радило је непрестано уградивши више од 4.000 тона армираног бетона. Врхунац посла била је поставка 60 метара високе антене, тешке око 25 тона, коју су монтирали мајстори „Гоше“ из Смедеревске Паланке. Почетком маја 1965. године торањ је добио коначни изглед и постављене су телевизијске и радио антене. У то доба је био једини торањ са основом у облику једнакостраничног троугла.
Раније је ресторан био на гондоли на 118 m, али је затворен од 1970. године.

### Рушење
Наизглед „мршав“, на три ноге, које су се ослањале на темељне блокове укопане 1,4 метра у стену, торањ је одолевао зубу времена и налетима кошаве „шетајући“ у пречнику и од једног метра. Срушен је 29. априла 1999. године авионском бомбом током НАТО агресије на СРЈ, 37. дана бомбардовања.
До рушења Светског трговинског центра, 11. септембра 2001. године, Авалски торањ је био највиши срушени објекат на свету.

## Симбол Београда
Авалски торањ је био један од заштитних знакова Београда. Путници који би друмом прилазили Београду знали би да су надомак града када би угледали Авалски торањ.

## Обнова
Уклањање остатака торња је почело од маја 2005. године и трајало је 2 месеца.
Пошто је сматран једним од битних обележја Београда, донета је одлука да се торањ обнови, а пројекат је потом рађен у институту ЦИП од августа до децембра 2005. године. Након овога су прикупљена почетна средства и 11. децембра 2006. потписан је уговор о изградњи торња између Дирекције за имовину Србије, РТС и предузећа „Ратко Митровић“. Градња новог торња је отпочела крајем 2006. године. Међутим, и поред емотивних разлога за обнову Авалског торња, многи сматрају да је његов значај у телекомуникационом смислу веома дискутабилан Такође, ни у време када је постојао, он није био адекватно искоришћен у туристичком смислу. Основано је и Друштво за обнову Авалског торња које учествује у прикупљању средстава за обнову.
Радови на обнови су почели 6. фебруара 2007. године. Укупна вредност обнове је процењена на око 8,5 милиона евра. Влада Србије је обезбедила око 6 милиона, а град Београд је 8. маја 2008. дао РТС-у 80 милиона динара (око 1 милион евра) за изградњу торња.
 Обновљени торањ требало је свечано да буде отворен на 10. годишњицу његовог рушења тј. 29. априла 2009. године. Због временских прилика, радови су трајали дуже, тако да је торањ завршен 23. октобра 2009. године. Торањ не ради ако је брзина ветра већа од 13m/sec. Торањ има два лифта и ресторан на 119. метру односно видиковац на 122. метру висине. Укупна висина торња је 204,57 метара.
- Март 2008.
- Јул 2008.
- Август 2008.
- Фебруар 2009.
- Септембар 2009.

## Грађевински подаци
Плато постамент торња троугаоног облика из кога иду ноге на коти 439 мнв.
До торња се прилази преко рампе дужине 17,80+24,40+17,81 m и ширине 4,20 m.
Укупна висина армиранобетонске конструкције је 136,650 m и челични део висине 67,920 m, што заједно чини укупну висину од 204,570 m.
Доњи део торња је армиранобетонски носач од три ноге које се на коти -4,000 m ослања на темеље димензија 6,00x7,30x2,00 m.
У оригиналној изведби су ноге биле зглобно ослоњене на коти 1,20 m и мањих димензија.
Улазни хол са ветробраном је на коти 12,40 m. Из хола се улази у два лифта који кроз стабло стуба воде до гондола.
Ноге се од коте 17,100 до 19,100 спајају са армиранобетонском плочом дебљине 2.000 m.
Од коте 19,100 m почиње стабло торња. Од 19,100 до 35.000 m ноге торња постепено прелазе до основног облика стабла.
Стабло торња је армиранобетонска конструкција троугаоног сандучастог пресека. Једнакостранични троугао по оси зида има дужину 7,00 m. Дебљине зидова су 15 cm а на угловима су ојачања кружног облика пречника 1,040 m
Од коте 102,780 m су гондоле и платформе са системом хоризонталних и косих армиранобетонских греда и плоча.
Прво је ПТТ сала (кота 102,93 m) а изнад ње је тераса са параболичним антенама (кота 106,98 m). Потом је ТВ сала (кота 115,38 m), изнад је спрат са рестораном за око 50 места (кота 119,20 m), а изнад је спрат са отвореном терасом за разгледање, видиковац (кота 122,64 m) са провидним лексаном.
На врху се стабло завршава плочом дебљине 1,50 m.
Челична конструкција се састоји од три секције четворозидних решетки укупне масе 67 тона.